# Breckenridge (Oklahoma)
Breckenridge – miasto w Stanach Zjednoczonych, w stanie Oklahoma, w hrabstwie Garfield.